# Mademoiselle Duclos
Mademoiselle Duclos, pseudonimo di Marie-Anne de Châteauneuf (Parigi, 1670 – Parigi, 1748), è stata un'attrice teatrale francese.

## Biografia
Mademoiselle Duclos, nipote del noto attore Duclos, tentò il teatro lirico senza successo; ma nel 1693 esordì alla Comédie-Française nella parte di Justine in Géta di Nicolas de Péchantré, ottenendo un grande successo che le consentì di essere accettata tre anni dopo come "doublure" della Champmeslé.
Alla scuola di questa attrice apprese i segreti del mestiere e perfezionò la sua arte recitativa, e quando ne prese il posto si abbandonò al suo temperamento tragico, passionale, violento, conquistandosi il favore del pubblico, fino all'apparizione di Adrienne Lecouvreur, l'innovatrice della scuola verista.
I maggiori successi riportò in Rhadamiste di Prosper Jolyot de Crébillon, Atalia di Jean Racine, Marianne di Voltaire ecc.
Si ritirò dal palcoscenico nel 1736.
Voltaire la lodò nel suo Dictionaire, unendosi agli ammiratori di questa tragica diventata sempre più reine e sempre meno comédienne.

## Teatro
- Rhadamiste di Prosper Jolyot de Crébillon;
- Atalia di Jean Racine;
- Marianne di Voltaire.